# Amos Burn
Pour les articles homonymes, voir Burn.
Amos Burn est un joueur d'échecs anglais né le 31 décembre 1848 à Kingston-upon-Hull et mort le 25 novembre 1925 à Londres, qui fut un des meilleurs joueurs du monde à la fin du XIXe siècle.

## Biographie et carrière

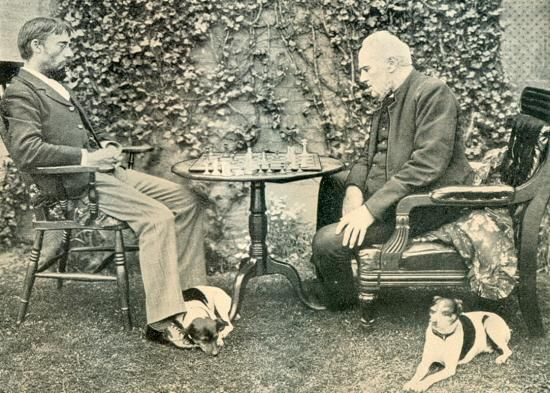
Amos Burn face à John Owen, vers 1880.

Burn naquit le 31 décembre 1848, à Hull. Adolescent, il partit à  Liverpool où il devint apprenti dans une société d'armateurs. Il n'apprit à jouer aux échecs qu'à seize ans. Il suivit plus tard des cours  du futur champion du monde Wilhelm Steinitz à Londres et devint connu pour sa solidité défensive. Aron Nimzowitsch considérait Burn comme un des plus grands joueurs de défense.
Bien qu'il ne fut jamais un joueur professionnel d'échecs, Burn eut une longue carrière dans les tournois. Son premier tournoi, en 1867-1868, fut un tournoi à handicap au club d'échecs de Liverpool. Burn gagna facilement et marqua  24 points sur 25 possibles. Son premier tournoi majeur fut la troisième coupe (Challenge Cup) de la fédération britannique d'échecs (British Chess Association) disputée à Londres en 1870. Il termina premier ex æquo avec John Wisker, devant Joseph Henry Blackburne, mais il perdit le match de départage contre Wisker. Son dernier tournoi fut à Breslau en  1912, où il finit 12e sur 18 joueurs, marquant 7,5 points sur 17 possibles.

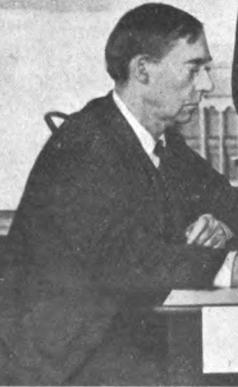
Amos Burn en 1909.

In 1913, Burn prit la succession de Leopold Hoffer en tant que rédacteur de la principale chronique d'échecs de Grande Bretagne dans le magazine  The Field. Il déménagea à Londres où il tint la chronique jusqu'à sa mort en 1925.
Les meilleurs résultats en tournoi de Burn furent : 
- des premières places ex æquo aus deuxième et troisième congrès britanniques, à Londres en 1986 (battu au départage par Joseph Blackburne) et en 1887, ex æquo avec Isidor Gunsberg (le départage se terminant par l'égalité), devant Joseph Henry Blackburne et Johannes Zukertort,
- une première place à Amsterdam 1889 (devant le jeune Emanuel Lasker),
- une place de deuxième au sixième congrès allemand, à Breslau 1889 (derrière Siegbert Tarrasch) et
- une place de premier au onzième congrès allemand, à Cologne, en 1898 (devant Rudolf Charousek, Mikhaïl Tchigorine, Carl Schlechter, David Janowski et Steinitz).

Il joua également au tournoi d'échecs d'Hastings 1895, le plus fort tournoi du XIXe siècle et termina douzième ex æquo avec 9,5 points sur 21.

## Exemple de partie
Dans un de ses derniers tournois, Burn battit le jeune Alexandre Alekhine à Karlsbad en 1911 :
1.e4 e6 2.d4 d5 3.Cc3 Cf6 4.Fg5 Fe7 5.e5 Ce4 6.Fxe7 Dxe7 7.Fd3 Cxc3 8.bxc3 c5 9.Cf3 Cc6 10.O-O c4 11.Fe2 Fd7 12.Dd2 b5 13.Ce1 a5 14.a3 O-O 15.f4 b4 16.axb4 axb4 17.Txa8 Txa8 18.cxb4 Dxb4 19.c3 Db3 20.Fd1 Ta2 21.Dc1 Db6 22.Tf2 Da7 23.Txa2 Dxa2 24.Cc2 h6 25.Da1 Dxa1 26.Cxa1 Ca7 27.Rf2 Fc6 28.Re3 Cb5 29.Rd2 Rf8 30.Cc2 Re7 31.Ce3 f5 32.Ff3 Rd7 33.g4 fxg4 34.Fxg4 g6 35.Fd1 Re7 36.Cg4 h5 37.Ce3 Rf7 38.Cg2 Rg7 39.Ch4 Fe8 40.Cf3 Rf7 41.Rc2 Fd7 42.Rb2 Ca7 43.Ra3 Cc6 44.Fa4 Fe7 45.Ch4 Rf7 46.Fxc6 Fxc6 47.Rb4 Re8 48.Cf3 Re7 49.Cg5 Rc6 50.Ra3 Fd7 51.Rb2 Fa4 52.Rc1 Fb3 53.Cf3 Fa4 54.Ch4 Rf7 55.Cg2 Fd7 56.h4 Fe8 57.Rb2 Fa4 58.Ce3 Re7 59.Ra3 Fc6 60.Rb4 Rd7 61.Ra5 Rc7 62.Cc2 Rb7 63.Cb4 Fd7 64.Ca6 Fe8 65.Cc5+ Rc6 66.Cxe6 Fd7 67.Cg5 Ff5 68.Rb4 Fg4 69.Ra3 Rd7 70.Cf7 Fe6 71.Cd6 Rc6 72.Rb2 Fg4 73.Rc2 Rd7 74.Rd2 Re6 75.Re3 Fh3 76.f5+ gxf5 77.Rf4 Fg4 78.Rg5 Fh3 79.Ce8 Rf7 80.Cf6 f4 81.Rxf4 Fe6 82.Rg5 1-0

## Ouvertures
Burn a donné son nom à une variante de la défense française (1.e4 e6 2.d4 d5 3.Cc3 Cf6 4.Fg5 dxe4), une ligne qui avait été jouée auparavant par Albert Clerc contre Adolf Anderssen à Paris en  1878. Sa première partie connue dans cette variante était contre Charles Locock à Bradford en 1888. Cependant Burn fut le premier à la jouer régulièrement avec de bons résultats, obtenant neuf victoires, une nulle et cinq défaites avec cette ouverture.